# Liste der Monuments historiques in Creil
Die Liste der Monuments historiques in Creil führt die Monuments historiques in der französischen Gemeinde Creil auf.

## Liste der Bauwerke
| Bezeichnung      | Beschreibung                  | Standort | Kennzeichnung | Schutzstatus | Datum | Bild           |
| ---------------- | ----------------------------- | -------- | ------------- | ------------ | ----- | -------------- |
| Schloss          |                               | (Lage)   | PA00114652    | Classé       | 1923  | weitere Bilder |
| Kirche St-Médard | Erbaut ab dem 12. Jahrhundert | (Lage)   | PA00114653    | Classé       | 1920  | weitere Bilder |
| Haus             | Erbaut im 18. Jahrhundert     | (Lage)   | PA00114654    | Classé       | 1925  | weitere Bilder |

## Liste der Objekte
- Monuments historiques (Objekte) in Creil in der Base Palissy des französischen Kultusministeriums